# Gel di poliacrilammide

Unità monomerica della poliacrilamide

Il gel di poliacrilammide è un copolimero cross-linked della acrilammide (derivato dell'acido acrilico).

## Descrizione
L'acrilamide è una potente neurotossina e nella forma non polimerizzata è facilmente assorbita attraverso la pelle. Una volta avvenuta la gelificazione perde la sua pericolosità in quanto non è più assorbita: è necessario, comunque, utilizzare guanti protettivi durante la manipolazione perché la polimerizzazione può non essere completa causando la permanenza di monomeri. La preparazione inoltre deve avvenire sotto una cappa chimica per evitare di inalare le polveri prima della solubilizzazione. In assenza di tale precauzione, si renderà necessario l'utilizzo di mascherine adeguate.
Per l'utilizzo nell'elettroforesi o nella cromatografia il gel si prepara per polimerizzazione di una soluzione di un monomero monofunzionale, l'acrilammide (CH2=CH-CO-NH2), e uno bifunzionale, la N,N'-metilen-bis-acrilamide (CH2=CH-CO-NH-CH2-NH-CO-CH=CH2).
È un supporto molto usato perché ha una porosità omogenea e riproducibile. La dimensione media dei pori è determinata sia dalla concentrazione totale dei monomeri (T) che dalla percentuale di monomero bifunzionale rispetto ai monomeri totali (C).
Le poliacrilamidi reticolate possono assorbire acqua, formando dei gel con svariate proprietà (possono ad esempio essere impiegate nella realizzazione di lenti a contatto morbide o come supporto nelle elettroforesi o nella cromatografia).
Sono state utilizzate, inoltre, nella tecnica CLARITY (Clear Lipid-exchanged Anatomically Rigid Imaging/immunostaining-compatible Tissue hYdrogel), per la completa sostituzione del reticolato lipidico del cervello ottenendo la completa trasparenza ottica dell'organo, le cui strutture, sia fini, sia in grande, si rendono visibili con un dettaglio mai raggiunto se non attraverso pesanti biopsie.

### Reazione di polimerizzazione del gel di poliacrilamide
I gel di poliacrilamide si formano tramite copolimerizzazione di acrilamide, un monomero solubile in acqua, e di un agente che forma legami trasversali così da formare un reticolo tridimensionale (l'agente usato più comunemente è l'N,N'-metilene bisacrilamide (BIS)). La polimerizzazione avviene per mezzo di una reazione a catena dovuta alla formazione in serie di radicali liberi. La formazione di tali radicali è dovuta all'aggiunta di ammonio persolfato e della base N,N,N',N'-tetrametiletilendiammina (TEMED). Il TEMED catalizza la decomposizione dello ione persolfato con la produzione del corrispondente radicale libero (ovvero una molecola con un elettrone spaiato).
In questo modo si formano lunghe catene di acrilamide. Queste sono tenute insieme tra loro da legami crociati derivanti dall'intersezione occasionale all'interno della catena di molecola di bis-acrilamide. Poiché l'ossigeno rimuove i radicali liberi dalla soluzione, tutte le soluzioni per la preparazione del gel vengono degassate prima dell'uso. Questo è il metodo più in uso nei laboratori di ricerca; in alternativa c'è il metodo della fotopolimerizzazione. Tale tecnica utilizza, invece del TEMED e dello ione persolfato, la riboflavina. Si prepara la soluzione e poi la si irradia per 2 o 3 ore con luce intensa. La fotodecomposizione della riboflavina produce radicali liberi che danno inizio alla polimerizzazione del gel.